# Liga Peruana de Football
La Liga Peruana de Football fue un torneo de fútbol que reunió a los principales clubes de Lima y Callao. El campeonato inicia la historia de la Primera División del Perú, bajo la organización de la entidad del mismo nombre Liga Peruana de Foot-Ball (LPFB), actualmente llamada Asociación Deportiva de Fútbol Profesional. El campeón recibía el Escudo Dewar, donación de Thomas R. Dewar, por una temporada.
Este torneo tuvo 10 presentaciones desde 1912 hasta 1921. Se destaca las participaciones de equipos tradicionales en el fútbol peruano como Lima Cricket, Sport Inca, Sport Alianza y Ciclista Lima.Este torneo fue la base para la sucesora Liga Provincial de Fútbol de Lima. 

## Historia
En 1912, el club Sporting Miraflores invitó a varios otros clubes de Lima y Callao a participar en la formación de una liga de fútbol. Varios clubes aceptaron la invitación y el 27 de febrero de 1912 fue creado oficialmente el Torneo de la Liga Peruana de Football.
El primer campeonato tuvo lugar ese mismo año y contó con la participación de dieciséis equipos los cuales fueron divididos en dos grupos: la Primera División y la Segunda División. La Primera División estuvo compuesta por Association Foot Ball Club (que luego cambió su nombre a Ciclista Lima), Centro Sport Inca, Escuela Militar de Chorrillos, Lima Cricket and Football Club (fútbol), Sport Alianza (que luego cambió su nombre a Alianza Lima), Jorge Chávez No. 1, Club Sport Progreso y Sport Vitarte;  mientras que la Segunda División fue formada por Atlético Grau No.1, Atlético Peruano, Jorge Chávez No. 2, Sportivo Jorge Chávez, Carlos Tenaud Nº 1, Carlos Tenaud Nº 2, Sport Libertad Barranco, Sport Lima, Sport Magdalena y Unión Miraflores. 
Lima Cricket se consagraría el primer campeón, mientras que el Association FBC finalizó en la segunda posición. La Liga resolvió entregarle una copa de plata para distinguirlo como campeón, trofeo el cual sería ganado en definitiva por aquel club que lograra campeonar tres años consecutivos. Sin embargo, al año siguiente, en mayo de 1913, un ciudadano inglés, Thomas R. Dewar, donó un escudo de plata de 80 cm de alto y 60 cm de ancho que se convertiría en el primer gran trofeo en disputa en el fútbol peruano, el cual, a diferencia de la copa de plata, no podría ser ganado en definitiva por club alguno.

La primera edición del campeonato fue un éxito a pesar de algunos contratiempos menores. El equipo Escuela Militar de Chorrillos se retiró del torneo en la mitad de la temporada después de sólo haber obtenido un punto. En la segunda edición del torneo Sport Jorge Chávez se alzó con el título y al año siguiente, Lima Cricket consiguió su segundo campeonato. Sport José Gálvez que había rehusado participar en 1912, ganó dos torneos consecutivos en 1915 y 1916. En 1917 el campeón fue el Sport Juan Bielovucic. Sport Alianza logró su primer bicampeonato al obtener los títulos de 1918 y 1919. Entretanto Sport Inca y Sport Progreso ganaron los campeonatos de 1920 y 1921 respectivamente. 
El último poseedor del Escudo Dewar fue el Sport Progreso que lo guardó durante varios años en su local principal, hasta que finalmente desapareció. El torneo se disputó ininterrumpidamente durante diez temporadas hasta que se disolvió para dar lugar a los campeonatos organizados por la Federación Peruana de Fútbol.

## Campeonatos
| Temporada | Campeón               | Subcampeón            |
| --------- | --------------------- | --------------------- |
| 1912      | Lima Cricket          | Association FBC       |
| 1913      | Jorge Chávez Nr. 1    | Lima Cricket          |
| 1914      | Lima Cricket          | Sport Alianza         |
| 1915      | Sport José Gálvez     | Atlético Peruano      |
| 1916      | Sport José Gálvez     | Jorge Chávez Nr. 1    |
| 1917      | Sport Juan Bielovucic | Sport Alianza         |
| 1918      | Sport Alianza         | Sportivo Jorge Chávez |
| 1919      | Sport Alianza         | Sport Sáenz Peña      |
| 1920      | Sport Inca            | Sport Progreso        |
| 1921      | Sport Progreso        | Sportivo Jorge Chávez |

## Palmarés

### Títulos por equipo
| Equipos               | Ciudad | Títulos | Subtítulos |
| --------------------- | ------ | ------- | ---------- |
| Sport Alianza         | Lima   | 2       | 2          |
| Lima Cricket          | Lima   | 2       | 1          |
| Sport José Gálvez     | Lima   | 2       | 0          |
| Jorge Chávez Nr. 1    | Lima   | 1       | 1          |
| Sport Progreso        | Lima   | 1       | 1          |
| Sport Juan Bielovucic | Lima   | 1       | 0          |
| Centro Sport Inca     | Lima   | 1       | 0          |
| Sportivo Jorge Chávez | Callao | 0       | 2          |
| Association FBC       | Lima   | 0       | 1          |
| Atlético Peruano      | Lima   | 0       | 1          |
| Sport Saenz Peña      | Callao | 0       | 1          |

## Número de Temporadas
En negrita (Nombre del club y Número de Temporadas) los equipos en la última temporada en 1921.
 Datos actualizados de 1912 hasta la temporada 1921. 
| N°  | Club                          | Temp. | Temporadas Totales                                         | Tít. | Sub. | Asc. | Desc. |
| --- | ----------------------------- | ----- | ---------------------------------------------------------- | ---- | ---- | ---- | ----- |
| 1.  | Alianza Lima(1)               | 10    | 1912, 1913, 1914, 1915, 1916, 1917, 1918, 1919, 1920, 1921 | 2    | 2    | 1    | 0     |
| 2.  | Sport Inca                    | 10    | 1912, 1913, 1914, 1915, 1916, 1917, 1918, 1919, 1920, 1921 | 1    | 0    | 1    | 1     |
| 3.  | Jorge Chávez (N.º1)           | 9     | 1912, 1913, 1914, 1916, 1917, 1918, 1919, 1920, 1921       | 1    | 1    | 2    | 2     |
| 4.  | Jorge Chávez (N°2)            | 7     | 1915, 1916, 1917, 1918, 1919, 1920, 1921                   | 0    | 2    | 1    | 0     |
| 5.  | Atlético Peruano              | 6     | 1914, 1915, 1916, 1917, 1918, 1919                         | 0    | 1    | 1    | 1     |
| 6.  | Sport José Gálvez             | 6     | 1915, 1916, 1917, 1919, 1920, 1921                         | 2    | 0    | 2    | 1     |
| 7.  | Juan Bielovucic               | 5     | 1916, 1917, 1918, 1919, 1921                               | 1    | 0    | 2    | 2     |
| 8.  | Unión Miraflores              | 4     | 1913, 1915, 1916, 1917                                     | 0    | 0    | 2    | 2     |
| 9.  | Sport Progreso                | 4     | 1918, 1919, 1920, 1921                                     | 1    | 1    | 1    | 0     |
| 10. | Association Alianza           | 4     | 1918, 1919, 1920, 1921                                     | 0    | 0    | 1    | 0     |
| 11. | Lima Cricket                  | 3     | 1912, 1913, 1914                                           | 2    | 1    | 1    | 1     |
| 12. | Sport Vitarte                 | 3     | 1912, 1918, 1919                                           | 0    | 0    | 2    | 2     |
| 13. | Alianza Chorrillos            | 3     | 1917, 1918, 1919                                           | 0    | 0    | 1    | 1     |
| 14. | Sáenz Peña                    | 3     | 1919, 1920, 1921                                           | 0    | 1    | 1    | 1     |
| 15. | Sport Huáscar                 | 3     | 1919, 1920, 1921                                           | 0    | 0    | 1    | 1     |
| 16. | Association FBC               | 2     | 1912, 1913                                                 | 0    | 1    | 1    | 1     |
| 17. | Atlético Grau (N°1)           | 2     | 1913, 1914                                                 | 0    | 0    | 1    | 1     |
| 18. | Sporting Fry                  | 2     | 1914, 1915                                                 | 0    | 0    | 1    | 1     |
| 19. | Sportivo Tarapacá             | 2     | 1917, 1918                                                 | 0    | 0    | 1    | 1     |
| 20. | Unión Perú                    | 2     | 1917, 1918                                                 | 0    | 0    | 1    | 1     |
| 21. | Fraternal Barranco            | 2     | 1917, 1918                                                 | 0    | 0    | 1    | 1     |
| 22. | Miraflores SC                 | 1     | 1912                                                       | 0    | 0    | 1    | 1     |
| 23. | Escuela Militar de Chorrillos | 1     | 1912                                                       | 0    | 0    | 1    | 1     |
| 24. | Sport Tacna (N°1)             | 1     | 1916                                                       | 0    | 0    | 1    | 1     |
| 25. | Escuela de Artes y Oficios    | 1     | 1917                                                       | 0    | 0    | 1    | 1     |
| 26. | Sportivo Lima                 | 1     | 1918                                                       | 0    | 0    | 1    | 1     |
| 27. | Sport Calavera                | 1     | 1919                                                       | 0    | 0    | 1    | 1     |
| 28. | Unión Barranco                | 1     | 1921                                                       | 0    | 0    | 1    | 1     |

- En Negrita, números de títulos (Temporadas Totales).
- En Cursiva, números de subtítulos (Temporadas Totales).

Cambios de nombre y fusiones de clubes